# Biserica Sfântul Nicolae din Sinești
Biserica „Sfântul Nicolae” din Sinești este un monument istoric aflat pe teritoriul satului Sinești, comuna Sinești.
Având hramul Sfântul Ierarh Nicolae, biserica se află în cimitirul satului, pe malul înalt al Mostiștei, în partea aparținând Sineștilor Vechi. Catagrafia din anul 1810 menționează existența unui lăcaș mai vechi, cu preot dinaintea anului 1800 și cu hramul Adormirea Precistei, ctitor fiind ,,proistosul” mânăstirii bucureștene Sfântul Gheorghe, ctitoria voievodului Constantin Brâncoveanu. Edificiul actual a fost ridicat în anul 1855 de către arhidiaconul Iov Văcărășteanul și are astăzi hramul Sfântul Ierarh Nicolae. Lăcașul de cult este de tip sală, cu tindă și dispune de o singură turlă, pătrată ca plan și care încununează încăperea pronaosului, iar absida altarului este semi- circulară. Pisania este pictată în tindă, deasupra intrării în pronaos și glăsuiește: "PISANIE./ ZIDITU-S-A ACEST SFÂNT LOCAȘ CU HRAMUL SF. NICOLAE ÎN ANUL 1855/ PRIN STĂRUINȚA ARH.DIAC. IOV VĂCĂRĂȘTEANU./ DIN ANUL 1977 PREOT PAROH FIIND ILIE GHE.ILIE, PROTOPOP FIIND/ P.C. VASILE CONSTANTIN, CU PĂSTORIREA P.S.S. ROMAN IALOMIȚEANU AU/ ÎNCEPUT LUCRĂRILE DE REPARAȚII CAPITALE, IAR DIN 1979 ÎMPODOBIREA BISERICII CU/ PICTURĂ ÎN FRESCĂ, DE CĂTRE PICTORUL MARIA STRUȚEANU DIN BUCUREȘTI,/ TERMINATĂ ÎN ANUL 1983 DE PICTORUL DAN CACEU DIN TIMIȘOARA, PREOT PAROH/ GIADAU NICOLAE./ LA ACEASTĂ LUCRARE AU CONTRIBUIT TOȚI LOCUITORII CELOR DOUĂ SATE ÎMPREUNĂ/ CU CONSILIERII SF. BISERICI”.